# Клименко, Михаил Андреевич
Михаил Андреевич Клименко — советский государственный деятель, председатель Гомельского облисполкома (1957—70).

## Биография
1944—1950 — заместитель начальника, начальник Полесского областного земельного отдела.
1950 — январь 1954 — заместитель председателя Исполнительного комитета Полесского областного Совета.
1955—1956 — заместитель председателя Исполнительного комитета Гомельского областного Совета.
1956 — декабрь 1957 — председатель Исполнительного комитета Гомельского городского Совета.
С декабря 1957 года по январь 1963 года — председатель Исполнительного комитета Гомельского областного Совета.
В 1963—1964 — председатель Исполнительного комитета Гомельского сельского областного Совета.
С конца 1964 по июнь 1970 года — председатель Исполнительного комитета Гомельского областного Совета.
Член КПСС.

## Награды и звания
Награждён орденом Трудового Красного Знамени (1958).